# メモリーズ (GARNET CROWのアルバム)
『メモリーズ』は、GARNET CROWの9枚目のアルバム。2011年12月7日に発売された。

## 解説
『parallel universe』から1年ぶりとなるオリジナルアルバム。アルバムタイトルとしては、初めて英字表記を採用していない。また、タイトルと収録曲が同じ名前になるのも初めてである。初回限定盤（CD＋DVD）と通常盤（CDのみ）の2形態での発売で、初回限定盤はPVを収録したDVD、スリーブケース、漫画家・夏目ひららの書き下ろし着せ替えジャケットが付いている。また、2形態共通の特典として、スペシャルアイテム応募ハガキ、「Misty Mystery 〜rain on me mix〜」ダウンロードQRコード、「JUDY 〜大切な一歩〜」視聴パスワードが封入されている。
「Smiley Nation」がトップバッターを飾った。シングル曲が1曲目に入るのは『SPARKLE 〜筋書き通りのスカイブルー〜』以来9年振りである。
プロモーションでは、前作と同様、中村由利と岡本仁志が主にメディアや発売記念イベントに出演。発売日には、FMラジオ局・α-stationの1日ゲストDJを担当し、岡本が2009年3月まで同局で担当していた「PASTIME PARADISE」の復活放送も行われた。また、本作を引っさげて、3度目となるカウントダウンライブ「GARNET CROW Special Countdown Live 2011-2012」、翌年3月にはライブツアー「GARNET CROW livescope 2012 〜the tales of memories〜」が行われた。
セールスでは、オリコン初登場11位となり、オリジナルアルバムでは、2004年発売の4thアルバム『I'm waiting 4 you』以来7年ぶりにトップ10入りを逃した。

## 収録曲
1. Smiley Nation
32ndシングル。中京テレビ・日本テレビ系『フットンダ』6月エンディングテーマ。
2. live 〜When You Are Near!〜
33rdシングル「Misty Mystery」のカップリング曲「live」のアルバムバージョン。オリジナルアルバムにカップリング曲が収録されるのは、本作が初めてである。基本的に楽器演奏は打ち込みで行っているが、アルバムではベースを麻井寛史、ドラムを車谷啓介がそれぞれ担当している。
テレビ朝日系列 中四国ブロック特別番組「ご当地検笑TV それってキニナルゥ〜!」テーマソング。
3. JUDY
初回限定盤特典の着せ替えジャケットのイラストを担当した漫画家・夏目ひららとコラボレーションをしており、夏目ひららのイラストを使用したPVが制作され本作発売に合わせ開設された。また、スペシャルサイトでは、夏目のイラストを使用している「JUDY Another Story」と題したストーリーが公開された。発売前には、第1章として「JUDY 〜幻想の時〜」が、第2章として初回限定盤DVDにも収録されているPVの一部が公開され、発売後には第3章となる「JUDY 〜大切な一歩〜」が本作購入者限定で公開された。
この曲は本作のアルバム曲で唯一PVが作成されている楽曲である。
なお、英語バージョンとなる「JUDY 〜English ver.〜」も存在し、PVの一部がYouTubeのビーイング公式チャンネルで公開された（英訳詞は、Yoko Blaqstoneが担当）。全編英詞の楽曲の発表は、GARNET CROWとしては初の試みである。その後、翌年2月29日発売のカップリングベストアルバム『GOODBYE LONELY 〜Bside collection〜』に、「JUDY 〜English ver.〜」のフルバージョンの音源及び、PVが収録された。
4. Misty Mystery
33rdシングル。読売テレビ・日本テレビ系アニメ『名探偵コナン』オープニングテーマ。
5. 一緒に暮らそう
6. メモリーズ
7. 静寂のconcerto
8. 創世記I
9. ロンリーナイト
10. 英雄
コーラスを岡本が担当しており、事実上は中村と岡本のツインボーカルによる楽曲となっている。
11. Blue Regret

## 収録内容

### Disc1 / CD
| 全作詞: AZUKI七、全作曲: 中村由利、全編曲: 古井弘人。 |                                 |         |            |      |
| #                                                     | タイトル                        | 作詞    | 作曲・編曲 | 時間 |
| 1.                                                    | 「Smiley Nation」               | AZUKI七 | 中村由利   | 4:12 |
| 2.                                                    | 「live 〜When You Are Near!〜」 | AZUKI七 | 中村由利   | 5:00 |
| 3.                                                    | 「JUDY」                        | AZUKI七 | 中村由利   | 4:12 |
| 4.                                                    | 「Misty Mystery」               | AZUKI七 | 中村由利   | 4:21 |
| 5.                                                    | 「一緒に暮らそう」              | AZUKI七 | 中村由利   | 4:27 |
| 6.                                                    | 「メモリーズ」                  | AZUKI七 | 中村由利   | 4:05 |
| 7.                                                    | 「静寂のconcerto」              | AZUKI七 | 中村由利   | 4:08 |
| 8.                                                    | 「創世記I」                     | AZUKI七 | 中村由利   | 3:53 |
| 9.                                                    | 「ロンリーナイト」              | AZUKI七 | 中村由利   | 3:43 |
| 10.                                                   | 「英雄」                        | AZUKI七 | 中村由利   | 5:14 |
| 11.                                                   | 「Blue Regret」                 | AZUKI七 | 中村由利   | 4:15 |
| 合計時間:                                             | 合計時間:                       | 47:34   |            |      |

### Disc2 / DVD
| #  | タイトル                                                       | 作詞 | 作曲・編曲 |
| -- | -------------------------------------------------------------- | ---- | ---------- |
| 1. | 「JUDY」(Music clips)                                          |      |            |
| 2. | 「making of Misty Mystery」(「Misty Mystery」のメイキング映像) |      |            |
| 3. | 「Misty Mystery」(Music clips)                                 |      |            |
| 4. | 「Smiley Nation」(Music clips)                                 |      |            |